# Magda Rurac
Magda Rurac  (nume de fată Magda Berescu; n. 11 iulie 1918, Oradea – d. 9 mai 1995, Jamaica, Queens, New York City) a fost o jucătoare română de tenis. 